# Ali Akbar Tajvidi
Ali Akbar Tajvidi (persisch علی‌اکبر تجویدی; * 1926 in Teheran; † 10. Juni 2017 in Paris) war ein iranischer Maler und als solcher ein Vertreter der persischen Miniaturmalerei. Von 1969 bis 1972 war er Direktor des archäologischen Instituts von Persepolis.

## Leben
Ali Akbar Tajvidi kam aus einer iranischen Künstlerfamilie. Sein Großvater war Kalligraf und sein Vater, Hadi Khan Tajvidi, war ein Maler, der unter Kamal-ol-Molk studierte. Seine Brüder, Mohammad und Ali Tajvidi, waren Maler und Musiker. Ali Akbar Tajvidi studierte an der Kamāl-ol-Molk-Kunstschule, die 1928 in Sanaye-e Mostazrafeh umbenannt wurde, in Teheran. Er beteiligte sich ab 1968 an den Ausgrabungen in Persepolis. Von 1969 bis 1972 war er Direktor des archäologischen Instituts von Persepolis.

## Schriften (Auswahl)
- Illustrationen in Omar Khayyám: The Quatrains of Abolfat'h Ghia'th-e-din Ebrahim Khayam of Nishabur . Teheran, Lalezar, Istanbul 1955.
- Persepolis (=Iran. Band 9.). 1973, S. 200–201.
- The memorial volume of the Vth International Congress of Iranian Art & Archaeology, Tehran, Isfahan, Shiraz, 11th–18th April 1968. 2 Bände. Ministry of Culture and Arts, Teheran 1972. (Herausgeber, zusammen mit  M. Y Kiani.)
- A look at Iranian art from the beginning to the tenth century. 1. Auflage 1974, 2. Auflage 1996, 3. Auflage 2007. Veröffentlichung durch the Ministry of Culture and Islamic Guidance, Teheran.
- New Data on the Art and Archaeology of the Achaemenid Period Based on Five Years of Excavations at Persepolis, 1968 to 1973. Iranian Center of Archaeological Research. Teheran 1976.